# Maria d'Hongria (governadora dels Països Baixos)

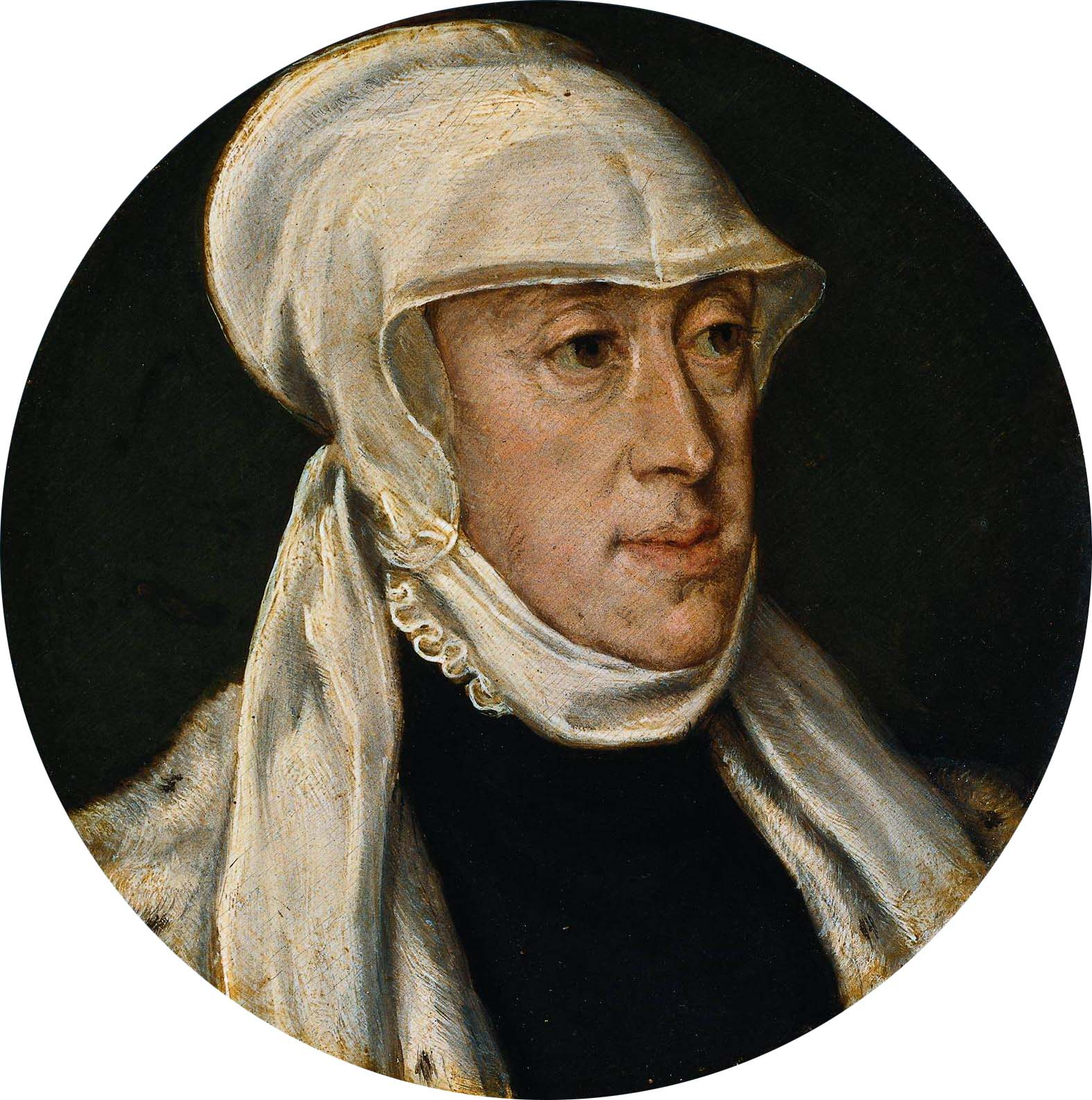
Maria d'Habsburg

Maria d'Habsburg, Maria d'Àustria o Maria d'Hongria (palau de Coudenberg, Brussel·les, 18 de setembre de 1505 - Cigales, província de Valladolid, 18 d'octubre de 1558) va ser la tercera filla (i cinquè descendent en ordre de naixement) de Felip el Bell, arxiduc d'Àustria i duc de Borgonya, i de Joana de Castella, hereva dels regnes d'Aragó i Castella, coneguda com a Joana la Boja. Reina consort d'Hongria (11 de desembre de 1521 - 29 d'agost de 1526) pel seu matrimoni amb Lluís II d'Hongria.
Va ser una dona d'alta qualitat moral i d'una notable habilitat política i administrativa, sent àmpliament reconeguda en el si de la família Habsburg com la de major intel·ligència de la família. Gràcies a ella, que va ser la mediadora entre els seus germans Carles V i Ferran, es va evitar la ruïna de la dinastia en mantenir viu el vincle entre tots dos. Alguns autors li atribueixen la maternitat de Joan d'Habsburg i Blomberg.

## Reina d'Hongria
Ferran, encarregat d'administrar les possessions de la família a Alemanya, era el seu germà favorit, en part perquè la seguia en les decisions, però Maria sempre va anteposar la seva lleialtat a Carles, com a cap de família que era.
Carles V necessitava el suport de la noblesa centreeuropea per poder contrarestar el poder de l'Imperi Otomà. D'acord amb les aliances teixides per aquest fi, es va concertar el matrimoni de Maria amb Lluís II, rei d'Hongria, Bohèmia i Croàcia. El casament es va celebrar a Praga el 13 de gener de 1522. La nova reina Maria va ser molt estimada pels seus súbdits i la noblesa, cosa rara en aquella època tractant-se d'una dona estrangera.
La invasió dels turcs era cada vegada més propera, ja que havien arribat a les fronteres del regne hongarès. Maria va sol·licitar ajuda al seu germà Carles V per poder contenir a l'exèrcit otomà.
El 29 d'agost de 1526, els exèrcits otomà i hongarès es van enfrontar als camps de Mohács en la batalla decisiva, la batalla de Mohács. L'exèrcit turc obté una aclaparadora victòria i es perden incomptables vides, entre elles la del rei Lluís II, caigut en el fragor del combat. Els turcs arriben fins a la mateixa capital del regne, Buda. El tron hongarès vacant aviat va ser reclamat per un noble hongarès, el comte Joan de Zápolya, que es va fer coronar com Joan I d'Hongria, mentre pocs mesos després Ferran I d'Habsburg, el germà petit de Carles V, s'afanyà a reclamar els seus drets successoris sobre el regne hongarès, ja havia pres per esposa a Anna Jagelló d'Hongria i Bohèmia, germana del rei mort.
Amb dos reis coronats i un enorme exèrcit otomà ocupant part del regne hongarès i afavorint Joan I, qui li havia promès fidelitat al sultà, Maria, vídua i sense fills als 21 anys, aconsegueix refugiar-se al costat del seu germà Carles V, el qual molt aviat li lliurà grans responsabilitats polítiques.

## Governadora dels Països Baixos
Després de la mort de Margarida d'Àustria el 1530, el càrrec de governador dels Països Baixos quedà vacant. L'emperador decidí donar-li aquest càrrec a la seva germana Maria, que va anar a Brussel·les juntament amb el seu secretari personal el clergue hongarès Nicolau Olahus, nomenat al cap de poc regent dels Països Baixos. Durant els 24 anys que va durar el seu govern als Països Baixos (1531 - 1555), aquests Estats van conèixer una prosperitat i tranquil·litat que no havien tingut durant segles.
Després de l'abdicació del seu germà i el seu retir al Yuste (1555), Maria decidí abandonar el seu càrrec de governadora dels Països Baixos, però el seu nebot Felip II tractà d'impedir-ho. Finalment, i per pressions del seu pare, el nou monarca decidí deixar-la lliure de les seves obligacions, i així va poder tornar al costat dels seus germans Carles V i Leonor.
En 1543 Maria se separa del seu secretari Nicolau Olahus, qui va ser nomenat bisbe de Zagreb, després el 1548 bisbe d'Eger i finalment el 1553 Arquebisbe d'Estrigonia, convertint-se en la persona més influent de l'Església catòlica en el regne hongarès envaït pels turcs.

## Mort a Cigales
Les successives morts de Leonor (18 de febrer de 1558) i de Carles V (21 de setembre de 1558) van provocar en Maria una profunda malenconia i amb això va decaure la seva salut. Per animar —i també perquè la necessitava amb urgència— Felip II la convenç de tornar als Països Baixos i fer-se càrrec novament de la governació.
Massa feble per tan sols preparar el viatge, Maria accepta la petició del seu nebot, però el seu cor, minat per anys de fatigues i treballs, li juga una mala passada. Va morir a la ciutat de Cigales, el 18 d'octubre de 1558, tot just unes setmanes després que el seu germà Carles V.
Està enterrada al Monestir de l'Escorial, al Panteó d'Infants, al costat de la seva germana Elionor d'Àustria, reina consort de Portugal i França.

## Il·lustre col·leccionista d'art
Maria d'Hongria és especialment recordada entre els experts d'art, per les importants pintures i altres objectes valuosos que va reunir en vida, alguns d'ells encarregats per ella mateixa, com el gran retrat Carles V a cavall a Mühlberg de Tiziano. També gràcies a ella, va recalar a Espanya el Davallament de la creu de Rogier van der Weyden, que va comprar a una església de Lovaina i que el seu nebot Felip II d'Espanya va portar a Madrid.